# NGC 7837
NGC 7837 (również PGC 516) – galaktyka spiralna (S?), znajdująca się w gwiazdozbiorze Ryb. Odkrył ją Albert Marth 29 listopada 1864 roku. Oddziałuje grawitacyjnie z sąsiednią NGC 7838, obie te galaktyki stanowią obiekt Arp 246 w Atlasie Osobliwych Galaktyk.